# Det østeuropæiske køkken
Det østeuropæiske køkken dækker over madlavningen i på tværs af en række forskellige kulturer, etniciteter og sprog i Østeuropa.
Regionens madlavning er stærkt påvirket af klimaet og kan også variere indenfor et givent land. For eksempel har lande beliggende på den Østeuropæsike Slette (hviderussisk, russisk og ukrainsk køkken) mange ligheder.